# Fendt 415

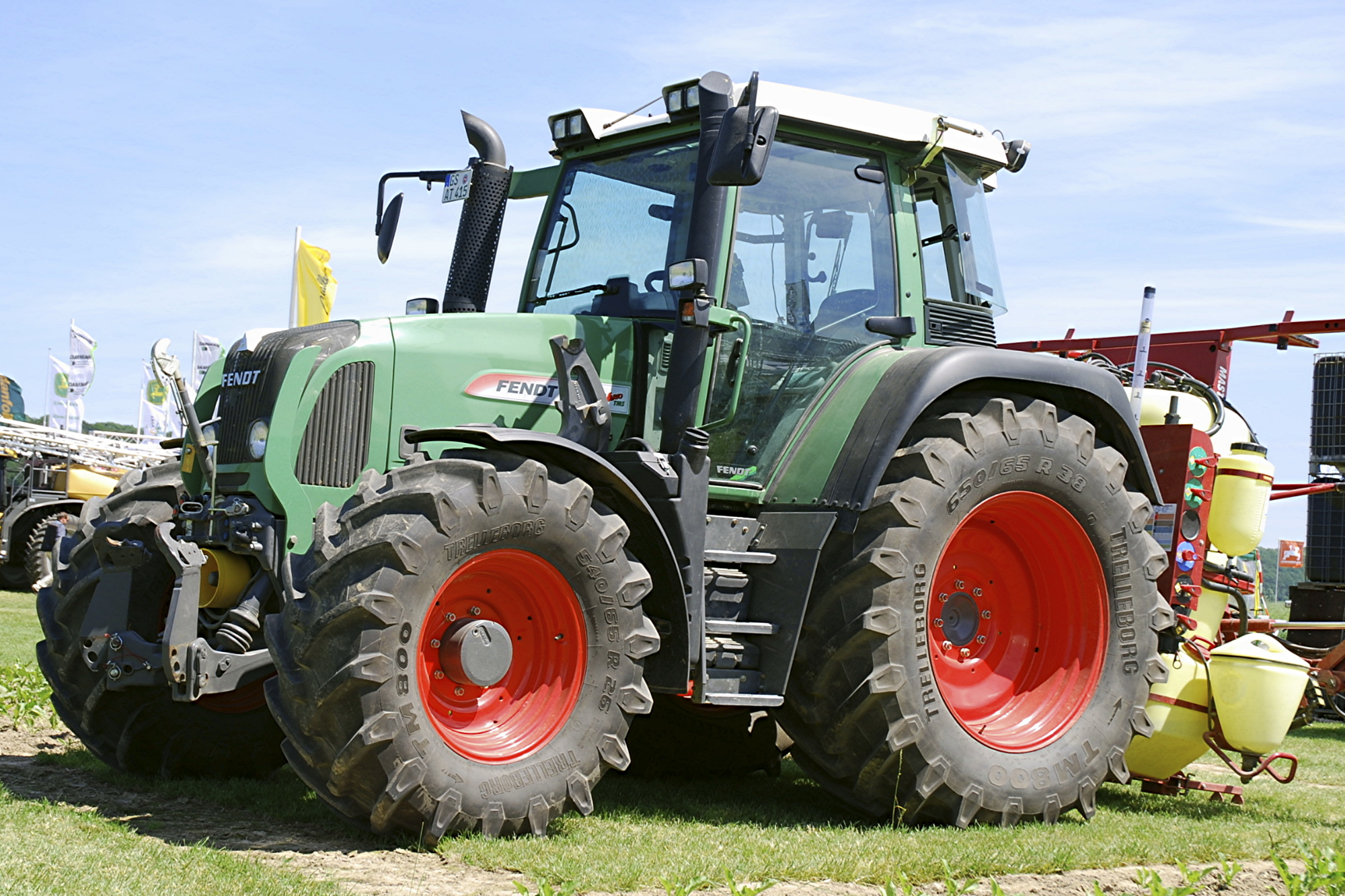
Fendt 415 Vario TMS

De Fendt 415 is een tractor van Duitse makelij van het merk Fendt.  Het is de zwaarste binnen de compactklasse. De tractor staat bekend om zijn groot vermogen (150pk) en kleine afmetingen. Hierdoor is deze zeer wendbaar en voor vele werkzaamheden geschikt. 
De transmissie is een variotransmissie die in de hele 400 reeks wordt gebruikt. De bediening is relatief eenvoudig. De tractor is geschikt voor zowel loonwerkers als landbouwers.
Vanaf het productiejaar 2014 zullen er geen nieuwe Fendt-tractoren van de 400 serie meer geproduceerd worden wegens de verstrengde uitstootnormen. In de plek is de 500 vario serie in het leven geroepen om deze nieuwe norm te halen, als opvolger van de 400 serie. De 500 vario serie is op hetzelfde principe gebouwd als de 400 serie, maar met nieuwe SCR-Technologie om de uitstoot te verminderen.